# Sínodos de Quierzy
Hubo en el siglo IX tres concilios regionales o sínodos en que se realizaron en Quierzy, en una residencia real Carolingia, hoy un poblado insignificante en Oise, en el departamento francés de Aisne, en Picardía.

## Sínodo de 838
El sínodo de septiembre del año 838, ordenó a los monjes de la abadía de Saint-Calais, dependientes de la diócesis de Le Mans, volver a su monasterio, del que habían falsamente declarado que habían sido expulsados por su obispo. También condenó algunas de las opiniones litúrgias de Amalarius de Metz. 

## Sínodos de 849 y de 853
Los siguientes concilios, que se llevaron a cabo en 849 y en 853, trataron el caso de Godescalco de Orbais y su peculiar enseñanza sobre la predestinación. La primera de estas reuniones sentenció al monje a castigos físicos, depocisión de su oficio sacerdotal y encarcelación. Sus libros fueron quemados. En el segundo concilio, en 853, los cuatro decretos o capítulos elaborados por Hincmar sobre la predestinación fueron publicados. Aseguraban:
- la predestinación de algunos hacia la salvación y, como consecuencia del conocimiento anterior de Dios, la suerte de otros al castigo eterno;
- el remedio a las malas tendencias del libre arbitrio a través de la gracia;
- la intención de Dios de salvar a todos los hombres;
- el hecho de la redención universal.

El concilio sostenido en febrero de 857 consiguió disolver los desórdenes prevalentes en el reino de Carlos el Calvo. El sínodo de 858 fue realizado por los obispos que permanecían leales a Carlos el Calvo durante las invasiones de sus dominios por  Luis el Germano. Esto condujo a una firme pero también conciliatoria carta al invasor estableciendo sus actitudes hacia él por las intenciones que expresó, pero cuyas acciones contradecían. Incidentalmente, esto fue un terminus ante quem para que las falsificaciones conocidas como Falsas decretales, que eran citadas en la cuestión de la inmunidad para las propiedades de la Iglesia.